# 砂間敬太
砂間 敬太（すなま けいた、1995年5月8日 - ）は、日本の男子競泳選手。奈良県大和郡山市出身。2020年東京オリンピック競泳日本代表。

## 経歴
大和郡山市立郡山中学校、天理高等学校、中央大学法学部出身
2018年日本選手権の200m背泳ぎで2位に入り、初の日本代表に選出された。2018年アジア競技大会では200m背泳ぎで3位入賞を果たした。
2019年日本選手権の200m背泳ぎで2位に入り、世界選手権日本代表に選出された。2019年世界水泳選手権では200m背泳ぎに出場し、予選落ちに終わった。
2021年日本選手権兼東京オリンピック選考会では200m背泳ぎでオリンピック日本代表に選出された。
2020年東京オリンピックでは200m背泳ぎに出場したが、準決勝で敗退した。
2024年4月株式会社エントリーと所属契約を締結。

## 主な実績
- 2009年全国中学　1500m自由形優勝[2]
- 2010年全国中学　400m個人メドレー優勝[6]
- 2013年インターハイ　200m背泳ぎ優勝[7]　200m個人メドレー優勝[8]
- 2016年インカレ　200m背泳ぎ優勝[9]
- 2017年インカレ　200m背泳ぎ優勝[9]　200m個人メドレー優勝[10]
- 2018年日本選手権　200m背泳ぎ2位
- 2019年日本選手権　200m背泳ぎ2位
- 2020年日本選手権　200m背泳ぎ2位[11]　200m個人メドレー2位[12]
- 2021年日本選手権　200m背泳ぎ2位